# Siryn
Siryn (Theresa Rourke Cassidy) é uma personagem de histórias em quadrinhos da Marvel Comics. Ela é uma mutante filha do falecido X-Man Sean Cassidy. Ela apareceu primeiramente na revista da Mulher-Aranha e logo depois foi incorporada a revistas ligadas aos X-Men.

## História
O agente secreto Sean Cassidy estava trabalhando em uma missão ultra-secreta para Interpol e não sabia que sua esposa Maeve estava grávida. Depois, é informado pela Interpol que Maeve morreu em um bombardeio do IRA mas nada disseram que ela tinha dado a luz a sua filha antes de morrer.
Seu primo Tom Cassidy cuidou de Theresa como se fosse sua própria filha no castelo dos Cassidy na Irlanda. Estudou em um colégio católico onde desde pequena aprendeu a ter fé.
Tom é um perigoso mutante, conhecido como Black Tom Cassidy, que treinou Theresa como sua aprendiz para segui-lo em suas ações criminosas. Theresa acompanhou Black Tom e seu parceiro, Fanático, em um assalto onde enfrentou a Mulher-Aranha e os X-Men. Black Tom Cassidy foi preso e, sob custódia, exonerou Theresa de qualquer responsabilidade em seus crimes. Escreveu uma carta para Sean explicando quem ela era. Theresa vai até a Instituto Xavier conhecer seu pai. Sean Cassidy é o herói Banshee, que a recebe com muita alegria.

### Ilha Muir
Enquanto seu pai se aventurava com os X-Men, Theresa passou a morar na Ilha Muir, na Escócia. Na ilha, Siryn se envolveu com o mutante conhecido como o Homem Múltiplo. Mas depois foi descoberto que era apenas uma de suas muitas duplicatas e não o original, acabando com o relacionamento. Durante este tempo Siryn e o Homem Múltiplo viajaram a Nova York para ajudar os Novos Mutantes a encontrar dois de seus membros, Mancha Solar e Warlock. Durante essa aventura, Siryn e o Homem Múltiplo se infiltraram a associação de mutantes de rua conhecidos como os Anjos Caídos.

### X-Force
Siryn entra para a X-Force, uma equipe paramilitar criada por Cable .
X-Force: Siryn, Shattestar, Dinamite, Míssil, Apache, Mancha Solar e Rictor
Um colega de equipe, o  Apache se interessa por ela mas Siryn estava começando um caso com o mercenário tagarela Deadpool que conheceu ao enfrentar Black Tom e Fanático. Mesmo ele tendo o rosto deformado e com a desaprovação de seu pai Sean que a alertou que ele era um assassino mercenário insano.
Depois que Míssil foi promovido a X-Man, o cargo de líder de campo da X-Force passou a ser de Siryn.
Apache se aproxima dela e juntos iniciam um relacionamento.
Além de encarar desafios como enfrentar a S.H.I.E.L.D, Mojo, Massacre, theresa enfrentou também um problema de alcoolismo e Apache ajudou a se recuperar do vício.
Sai da equipe quando Feral, ex integrante da X-Force, fere gravemente a garganta de Syrin deixando-a sem voz por um tempo.

### Corporação X
Deadpool cura as cordas vocais de Syrin roubando uma amostra de Wolverine. Siryn junta-se à filial de Paris da Corporação X, onde reúne com os velhos amigos tais como o Homem Múltiplo, Rictor, Míssil, e trabalha pela primeira vez com M. A primeira missão da equipe não sai como o esperado e Estrela Negra, um de suas companheiras de equipe, morre em batalha.
Depois as Corporações X são desativadas e os prédios foram explodidos por ataques terrosristas contra os mutantes.

### X-Factor Investigações
Siryn deixa Corparação X para se tornar um membro do X-Factor Investigações . Siryn, como parte de suas funções iniciais para X-Factor Investigações, investiga o assassinato de uma mulher que morreu no apartamento de uma estrela de cinema, em nome da irmã da vítima. A empresa rival, Investigações Singularidade, representou o actor com Damian Tryp Jr. como o advogado de defesa e para provar a estrela inocente. Quando Siryn e X-Factor Investigações consegue incriminar a estrela, e para impedir a tentativa de assassinato em SI Rictor , Tryp Júnior está tão furioso que ele emboscadas Siryn e bate nela, deixando-a morrer em um beco. Ela foi posteriormente resgatado por Rictor.
Siryn estava em um estado de negação em relação a  morte de seu pai  , prendendo ao fato de que muitos dos X-Men foram considerados mortos para depois voltar vivo .
Devido a um triângulo amoroso com companheiros de time Homem Múltiplo e St. Croix Monet , relações Siryn com os membros X-Factor são tensas. Durante uma noite de bebedeira por parte de Jamie Madrox, o Siryn acaba dormindo com Madrox, e St. Croix com o seu duplicado. Ambas as mulheres não sabem que isso tenha ocorrido, e ambos são esperança de continuar um relacionamento amoroso com ele. Após a sua reabsorção dupe, Madrox está relutante em dizer as senhoras, temendo por sua vida. Siryn resolve suas diferenças com ambos Madrox e St. Croix, e as duas mulheres desenvolvem uma amizade florescente e parceria em missões posteriores.
Theresa e Monet são enviados para recuperar dois cantores famosos da criança (que se especializam em músicas de ódio mutantes) de seus pais, graças a uma ordem judicial de seus avós. Os dois se sendo emboscados, bateu para fora, e seqüestrado por seguranças das crianças mutantes, Individuais e argila. Eles acordado preso, (Theresa é amarrado com a boca coberta por fita adesiva para impedi-la de usar seus poderes), mas ambos fugir e devolver as crianças às suas avós. É revelado que toda a missão foi um ardil por Josef Huber para atrair as mulheres longe de seus companheiros X-Factor. Tanto Monet e mental baseados Siryn os poderes afetar negativamente controle da mente Huber habilidades.

### Hulk contra o Mundo
Siryn responde o pedido das Irmãs Stanford  chamada 'para ajudar quando o Hulk ataca a Mansão-X em " Hulk contra o mundo".

### Complexo de Messias
Infiltrada  Theresa  com assistência  de Rictor nos  Purificadores , e acompanha M e cara forte , junto com o resto dos X-Men, para resgatar o bebê mutante e X-Force. Mais tarde, ela recebe um telefonema de  mutantes , que estão sendo perseguido por um Predator X , mas Theresa chega tarde demais para ajudá-lo e encontra o que resta do seu cadáver. [ 22 ] reza Siryn na cabeceira do Jamie em coma, quando ele acorda, e participa da batalha junto com  os X-Men sobre os Carrascos base 'com Monet e Guido, tendo em Êxodos na batalha.

### Divididos Venceremos
Siryn revela que ela está grávida de Jamie, e depois de conversar com Monet ela revela que tem a intenção de mantê-lo. Ela ainda não disse Jamie, mas quando ela tenta, ele acredita erradamente que ela quer sair X-Factor. Monet depois faz Siryn perceber que ela ainda ama Jamie. Teresa, então, tenta dizer Jamie novamente, mas Arcade torna sua presença conhecida na Cidade Mutante,então a X-Factor se dividi  para  lidar com ele e ajudar os moradores.

### Sean
Jamie Madrox desperta ao saber que ele e uma de suas duplicatas dormiu com Theresa e Monet . Embora ele é inicialmente incerto quanto ao que era que, [ 24 ] ele vem para concluir com quase certeza de que foi ele que dormiu com Theresa, e a duplicada que dormiu com Monet, embora isto não ajuda a amenizar a raiva Theresa e Monet. Theresa depois descobre que está grávida, e Jamie eventualmente aprende sobre isso, Teresa entra no trabalho de parto. Em meio a isso, ela propõe a Jamie, que aceita. Ela dá à luz um menino, e que chamá-lo de Sean, depois que seu pai, cuja morte ela finalmente aceita. Poucas horas depois de seu nascimento, o bebê Sean é absorvido no corpo de Jamie como Jamie prende, completamente contra a vontade de Jamie, para o horror de Jamie, Theresa e X-Factor. Jamie depois diz que Sean era um "joguete infantil", e absorvido ele como uma duplicata seria, mas um Theresa luto só é cheio de raiva em direção a Jamie.

### Assumindo a Liderança e Saída
Após a gravidez, Madrox deixa a equipe e Terry se encarrega, embora ela mergulha em tristeza por causa dos acontecimentos recentes.  Após o retorno de Madrox para o tempo presente, ele se oferece para deixar a sede da equipe em Detroit e reiniciar um ramo com Guido em New York. Ela dispersa a equipe de Detroit, trazendo a maioria dos membros para voltar a filial de Nova York. Ela corre para reverendo Madrox uma duplicada que a ajuda a lidar com a depressão e Syrin tem uma noite com seu ex-namorado Deadpool.  Depois de chegar a termos com sua morte e conciliar a sua dor, Siryn tomou codinome seu falecido pai como seu própria e começa a chamar-se Banshee em honra de sua memória.Durante os acontecimentos do Segundo Advento,é revelado que os agentes da Divisão de Resposta Mutante estão se preparando para atingir Siryn de assassinato.

## Poderes e habilidades
Siryn possui os mesmos poderes mutante que seu pai, Sean Cassidy (Banshee),porem seus poderes mutantes são mais aprimorados e conseguem fazer coisa que seu pai não podia fazer. Possui a capacidade de distorcer ou imitar sons, frequências, replicar e criar explosões sônicas de proporções tão devastadoras quanto uma explosão atômica ou tão forte quanto um tsunami, pode intensificar ondas sonoras e inclusive entendê-las, esta habilidade pode ser uma verdadeira e perigosa arma contra as pessoas.
- Grito Supersônico: Pode manipular e focalizar todo o tipo de som em seu interior, fazendo com que o mesmo grite quando achar necessário, sendo isso um grito ensurdecedor atinge a quem o mutante, ou a quem estiver ao alcance de sua boca. Útil para radares quando gritado para cima, procurando assim qualquer coisa metálica que estiver soterrado por um devido lugar.
- Audiocinese: Capacidade de criar vários efeitos sonoros através da ação combinada de suas cordas vocais e poderes psiônicos limitadas que só podem ser utilizados em conjunto com os sons que ela produz.
- Destruição Sonora: Siryn pode causar as cordas vocais para vibrar sobre uma vasta gama de frequências sonoras e produzir um volume de som que vão até pelo menos 140 decibéis. Siryn tem assim a capacidade de quebrar objetos sólidos com um grito sônico.
- Capacidade de Voo: Siryn pode usar as vibrações sonoras do seu grito como uma onda portadora, podendo se propulsionar-se pelo ar, assim podendo voar. Podendo controlar qualquer tipo de som, ela também pode controlar o som através de seu corpo, o som do vento, erguendo-a do chão e fazendo-o voar com aquilo. Mesmo se o local não possuir vento, este mutante pode usar de qualquer tipo de som, até do seu próprio grito, para acumulá-lo em seu corpo, fazendo-o voar.
- Sonar Sonico: Pode usar seus poderes sonoros como uma forma de sonar. Ao enviar uma nota, preciso puro e ouvir o retorno de frente de onda, alteradas da nota, ela pode avaliar seu ambiente em total escuridão com diferentes graus de resolução.
- Campo de Força Sônico Silencioso: Pode projetar um campo de silêncio em uma área sem fazer som alcance fora da área ou nenhum som fora da área dentro.
- Amplificação Sonora: Pode amplificar ondas portadoras de som permitindo-lhe ouvir conversas ou ruídos de longe.
- Escudo Sonico: Pode apertar as ondas sonoras em torno de si mesma ou outras pessoas perto dela, fazendo uma barreira contra ataques externos.:
- Desorientação Vocal: Capacidade de alterar o equilíbrio de alguém, por afetar seu equilíbrio com seu grito sônico.
- Persuasão: Capacidade de distorcer sua voz para obrigar outros a obedecer seus comandos vocais.
- Inconsciência Vocal: Capacidade de afetar o fluido no ouvido de alguém levando a pessoa a ir inconsciente.
- Imunidade ao Som: Audição e equilíbrio de Siryn não são afetados pelos efeitos do seu grito e habilidades semelhantes.
- Canção de Sereia: Capacidade de influenciar os seres humanos com um arremesso certo de sua voz, fazendo-a cair no amor com ela sem levar em conta o sexo ou orientação sexual.
- Vigor Sonoro: Suas cordas vocais são tremendamente forte, para que ela possa produzir efeitos sonoros através de constantemente gritando por horas em um tempo sem se cansar ou visivelmente ferindo seu aparelho vocal. Cordas vocais Siryn e as interiores de sua boca e garganta também são super-humanamente difícil, de modo que as pressões intensas e constrições que ela produz não lhe causar qualquer prejuízo.

## Outras mídias
Em 2003, no filme "X2: X-Men United", Siryn foi interpretada por Shauna Kain. Papel que foi reprisado em "X-Men 3: The Last Stand", de 2006.